# Dracophyllum
Genre
Classification phylogénétique
Dracophyllum est un genre de plantes à fleurs de la famille des Ericaceae. Il comprend plus de cinquante espèces d'arbustes originaires d'Australie, de Nouvelle-Calédonie, de Nouvelle-Zélande et de quelques autres îles de l'Océanie. Dracophyllum verticillatum est l'espèce type.

## Description

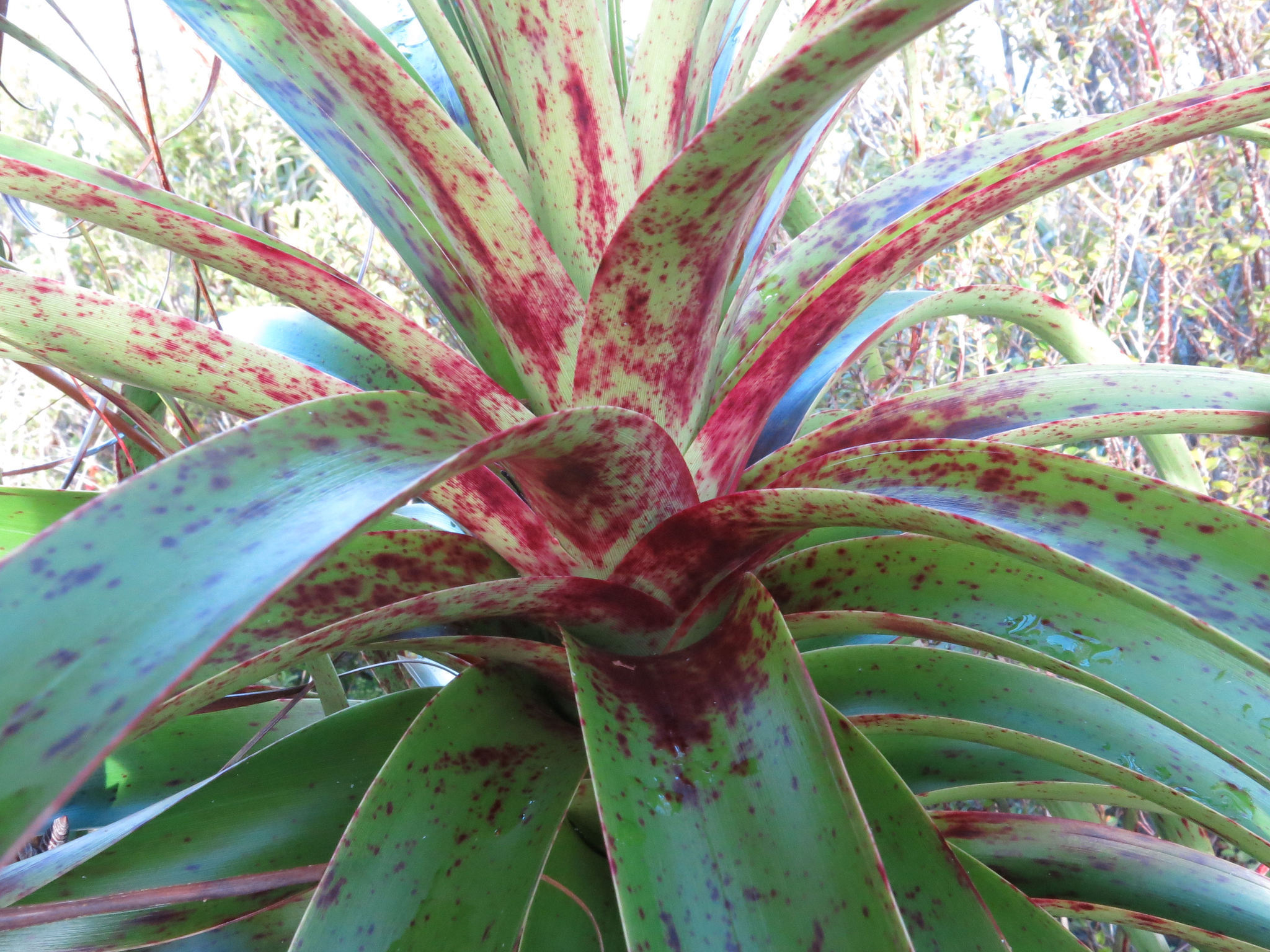
Feuilles de Dracophyllum elegantissimum.

Ce sont des arbustes dressés ou plus ou moins prostrés, plus rarement de petits arbres ; leur port est buissonnant ou candélabriforme. Les feuilles engainantes sont concentrées au sommet des axes, très coriaces ; les nervures sont parallèles, sans côte médiane ; la marge est souvent finement dentée. 

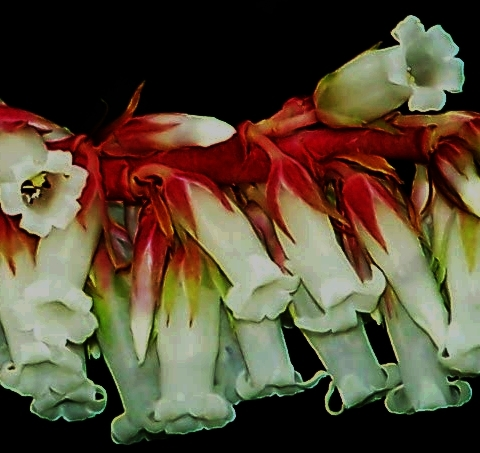
Fleurs de Dracophyllum secundum.

Les fleurs sont hermaphrodites, pédicellées sur des inflorescences terminales au sommet des tiges. Il y a cinq sépales et cing pétales, formant une corolle avec des lobes récurvés vers l'extérieur. Les fruits sont des capsules déhiscentes, contenant plusieurs graines.

## Liste des espèces
Selon GBIF (10 juin 2021) :
- Dracophyllum acerosum Berggr.
- Dracophyllum adamsii Petrie
- Dracophyllum alticola Däniker
- Dracophyllum arboreum Cockayne
- Dracophyllum balansae Virot

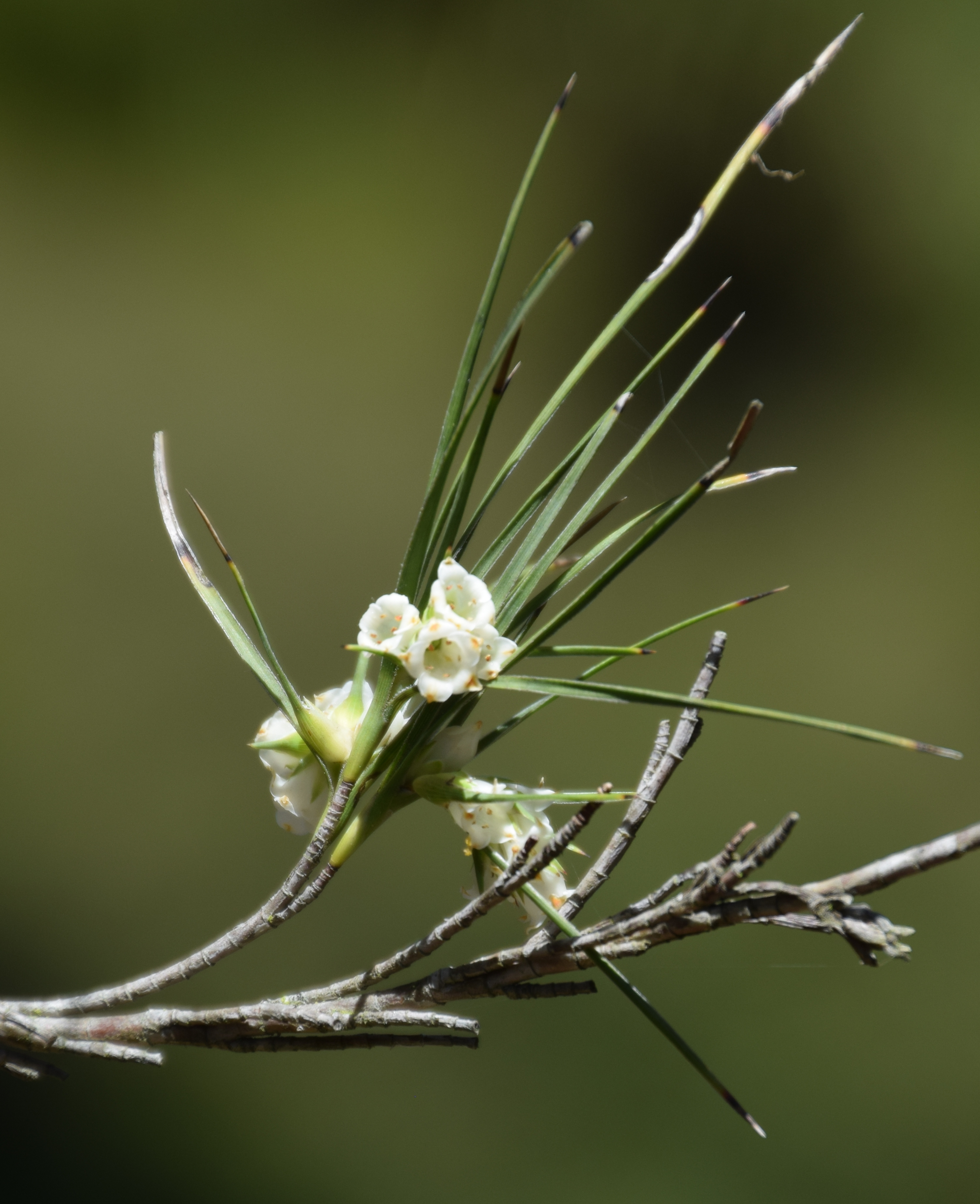
Dracophyllum arboreum.

- Dracophyllum cockaynianum Du Rietz
- Dracophyllum cosmelioides Pancher ex Brongn. & Gris
- Dracophyllum densum W.R.B.Oliv.
- Dracophyllum elegantissimum S.Venter
- Dracophyllum filifolium Hook.fil.
- Dracophyllum fiordense W.R.B.Oliv.
- Dracophyllum fitzgeraldii F.Muell.
- Dracophyllum involucratum Brongn. & Gris
- Dracophyllum kirkii Berggr.
- Dracophyllum latifolium A.Cunn.
- Dracophyllum lessonianum A.Rich.
- Dracophyllum longiflorum R.Br.
- Dracophyllum longifolium (J.R. & G.Forst.) R.Br.
- Dracophyllum longifolium Sweet, 1826
- Dracophyllum mackeeanum S.Venter
- Dracophyllum macranthum E.A.Br. & N.Streiber
- Dracophyllum marmoricola S.Venter
- Dracophyllum matthewsii Carse
- Dracophyllum menziesii Hook.fil.
- Dracophyllum milliganii Hook.
- Dracophyllum minimum F.Muell.
- Dracophyllum muscoides Hook.fil.
- Dracophyllum oceanicum E.A.Br. & N.Streiber
- Dracophyllum oliveri Du Rietz
- Dracophyllum ophioliticum S.Venter
- Dracophyllum ouaiemense Virot
- Dracophyllum paludosum Cockayne
- Dracophyllum palustre Cockayne ex W.R.B.Oliv.
- Dracophyllum patens W.R.B.Oliv.
- Dracophyllum pearsonii Kirk
- Dracophyllum phlogiflorum Benth., 1868
- Dracophyllum politum (Cheeseman) Cockayne
- Dracophyllum pronum W.R.B.Oliv.
- Dracophyllum prostratum Kirk
- Dracophyllum pubescens Cheeseman
- Dracophyllum pyramidale W.R.B.Oliv.
- Dracophyllum ramosum Pancher ex Brongn. & Gris
- Dracophyllum recurvum Hook.fil.
- Dracophyllum rosmarinifolium (G.Forst.) R.Br.
- Dracophyllum sayeri F.Muell.
- Dracophyllum scoparium Hook.fil.
- Dracophyllum secundum R.Br.
- Dracophyllum setifolium Stchegl.
- Dracophyllum sinclairii Cheeseman
- Dracophyllum strictum Hook.fil.
- Dracophyllum subulatum Hook.fil.
- Dracophyllum townsonii Cheeseman
- Dracophyllum traversii Hook.fil.
- Dracophyllum trimorphum W.R.B.Oliv.
- Dracophyllum uniflorum Hook.fil.
- Dracophyllum urvilleanum A.Rich.
- Dracophyllum verticillatum Labill.
- Dracophyllum viride W.R.B.Oliv.
- Dracophyllum ×acicularifolium W.R.B.Oliv.
- Dracophyllum ×arcuatum W.R.B.Oliv.
- Dracophyllum ×densiflorum W.R.B.Oliv.
- Dracophyllum ×erectum W.R.B.Oliv.
- Dracophyllum ×heteroflorum W.R.B.Oliv.
- Dracophyllum ×insulare W.R.B.Oliv.
- Dracophyllum ×marginatum W.R.B.Oliv.
- Dracophyllum ×saxicola W.R.B.Oliv.
- Dracophyllum ×varium Colenso
- Dracophyllum ×vulcanicum W.R.B.Oliv.

## Systématique

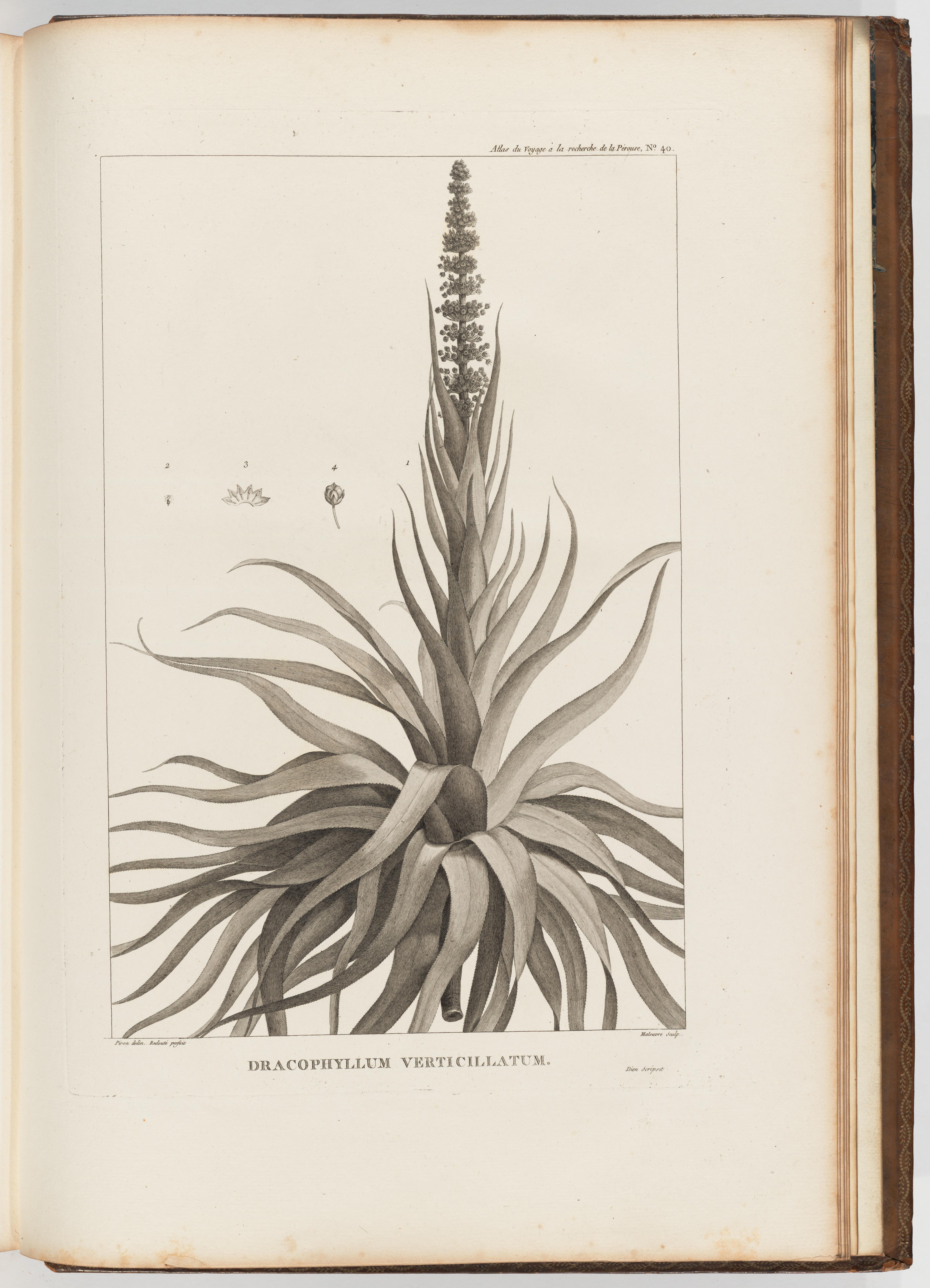
Illustration originale de l'espèce type dans l'ouvrage.

Ce genre est décrit en 1800 par le botaniste français Jacques-Julien Houtou de La Billardière, qui le baptise Dracophyllum, pour l'espèce type Dracophyllum verticillatum, endémique de Nouvelle-Calédonie, dans son ouvrage Relation du Voyage à la Recherche de la Pérouse :

« Parmi les végétaux particuliers au sommet de ces montagnes, plusieurs semblent s'accomoder parfaitement de la grande agitation de l'air qu'ils y éprouvent. Je vais donner la description d'un des plus remarquables ; il forme un nouveau genre que je désigne sous le nom de dracophyllum. »

Ce genre a été transféré de la famille des Epacridaceae, désormais non reconnue, dans celle des Ericaceae.